# Tu–114
A Tu–114 Rosszija (NATO-kódja: Cleat) a Szovjetunióban a Tu–95 stratégiai bombázóból kifejlesztett nagy hatótávolságú utasszállító repülőgép. 1957-ben kezdték el a gyártását. A gépeket négy légcsavaros gázturbinával szerelték fel, így a korabeli sugárhajtású repülőgépeknél kisebb üzemanyag-fogyasztása volt. Leszállás nélkül 11 000 km-t tudott megtenni. Megjelenésekor a legnagyobb utasszállító repülőgép volt, amelynek utazósebessége megközelítette a sugárhajtású repülőgépek sebességét. Kialakítástól függően 120–220 utast szállíthatott. Az Aeroflot használta, de 1967-től a Moszkva–Tokió járatot az Aeroflot a japán JAL-lal közösen üzemeltette, ezeknek a gépeknek vegyes személyzete és a többi géptől eltérő festése volt.

## Története
A Tupoljev tervezőiroda (OKB–156) a szovjet kormány 1955 májusában kiadott utasítására kezdte meg egy nagy hatótávolságú és nagy sebességű utasszállító repülőgép tervezését. A fejlesztőmunkához alapot adott a frissen kifejlesztett Tu–95 stratégiai bombázó, amelynek paraméterei megfeleltek a nagy hatótávolságú utasszállítóval szemben támasztott követelményeknek. Eredeti típusjelzése 107-es lett volna, de a Tu–104 sikerén felbuzdulva Andrej Tupoljev azt javasolta, hogy a 4-es utolsó számjegyet tartsák meg az utasszállítóknál.
Kétéves tervező- és fejlesztőmunka után, 1957 közepén kezdték el az első prototípus építését, amely november 15-én repült először. A berepülések során problémák jelentkeztek a hajtóműveknél és a futóműveknél, ezek kiküszöbölése két évet vett igénybe. Az állami hatósági vizsgák csak 1960-ban kezdődhettek el. Ennek során is számos probléma merült fel, így további hónapokat vett igényben a javításuk. A prototípusokat azonban alkalomszerűen már használták. Nyikita Hruscsov pártfőtitkár 1959. szeptember 19-én az egyik Tu–114 prototípussal repült az USA-ba.
1961. április 24-én állította szolgálatba az Aeroflot. 1961–1965 között összesen 31 db épült belőle Kujbisevben (ma: Szamara) a 18. sz. repülőgépgyárban. 1971-ben jelent meg a nagy távolságú útvonalakon a modernebb, sugárhajtású Il–62, amely fokozatosan kiszorította a típust. Az Aeroflot 1975-ben vonta ki végleg az utasforgalomból. A megmaradt példányok egy részét ezt követően katonai célokra átalakítva használták tovább.

### Utastér-kialakítások
Háromféle utastér-kialakítású változata volt. Az alapvető kialakítású változat 170 személyes volt és a nagy távolságú belföldi vonalakon használták, mint például Moszkva–Vlagyivosztok vagy Moszkva–Habarovszk vonalon. A nemzetközi vonalakon közlekedő változata 120 személyes volt. Létezett egy belföldi, 220 személyes turista változata is a nagy utasforgalmú de viszonylag rövid útvonalakra, mint a Moszkva és a Fekete-tenger környéki üdülővárosok közti útvonalak.

### Baleset
A típushoz egy baleset fűződik. 1966. február 17-én éjszaka, rossz időjárási viszonyok között, felszállás közben szenvedett balesetet egy Tu–114. A repülőtér kifutópályájának csak egy részéről takarították el a havat, a felszálláshoz a pályán sebességet gyűjtő repülőgép bal oldali főfutója elakadt a hóban, a személyzet pedig nem tudta irányban tartani a nagy sebességgel mozgó repülőgépet. A Tu–114 kisodródott, összetört, majd kiégett. A személyzet és az utasok közül hatan életüket vesztették.

## Műszaki jellemzői
A Tu–114 fő vonalaiban megegyezik a fejlesztés alapjául szolgált Tu–95-tel. A törzsben kialakított utastér miatt azonban a bombázó középszárnyas elrendezését meg kellett változtatni, a Tu–114 alsószárnyas kialakítású, szárnyának nyilazási szöge 35°. Eredetileg 6 m-es törzsátmérővel készült volna, de a kor technológiai szintje nem tette lehetővé akkor még az ilyen nagyméretű túlnyomásos törzs kialakítását, így csak 4,2 m-es lett a törzsátmérő. Örökölte a Tu–95-nél is alkalmazott nagy teljesítményű Kuznyecov NK–12MV légcsavaros gázturbinákat az AV–60H koaxiális, ellenforgó kettős légcsavarokkal együtt. Az alacsonyan elhelyezett szárny miatt a földön a repülőgépet magasabbra kellett emelni, hogy a nagy átmérőjű légcsavarok elférjenek. Ezért a Tu–114-nek jellegzetes, igen hosszú futószárai vannak.
A navigációs és elektronikus berendezéseket teljes egészében a Tu–95-ből vették át.  A kondicionáló rendszert viszont át kellett alakítani nagyobb teljesítményűre az utastér igényei miatt. A fedélzet kétszintes, alul a csomagtér helyezkedett el, de a törzs első részében az alsó szinten a váltószemélyzet részére pihenőt is kialakítottak. A navigátor kabinját a törzs üvegezett orr-részében alakították ki. A Tu–114 a Tu–95-höz hasonlóan a nagy teljesítményű hajtóművek és a nagy légcsavarok miatt a világ legzajosabb utasszállítója volt. Zajszintje elérte a 108–112 dB-t, és a hajtóművek miatt jelentős volt a vibráció is.

## Típusváltozatok

### Tu–116

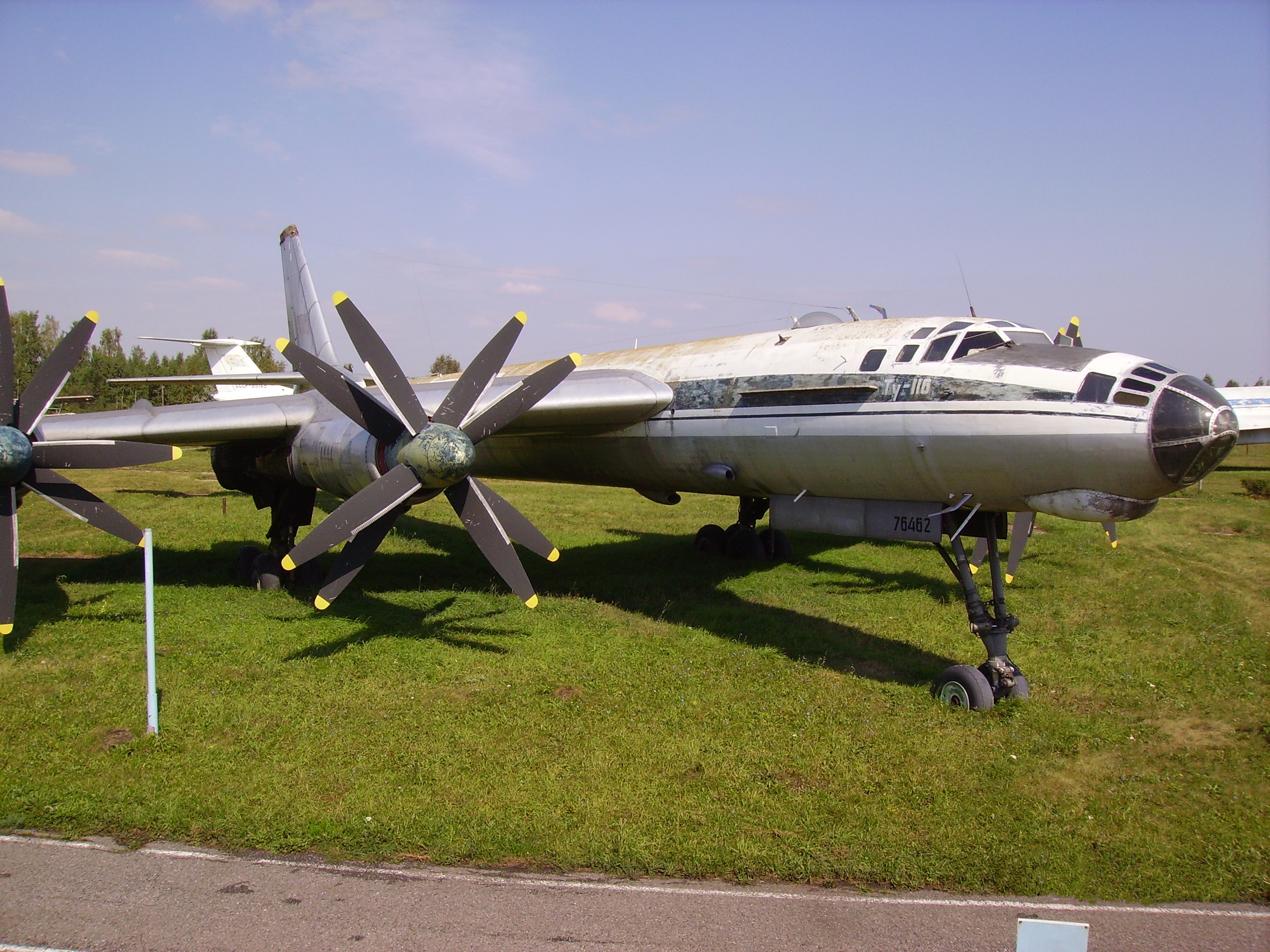
Az uljanovszki repülőmúzeumban kiállított Tu–116

A Tu–116 vagy más típusjelzéssel Tu–114D a felsőszintű állami vezetés részére készült repülőgép. A szovjet kormány 1955-ben adott utasítást két repülőgép megépítésére. Eredetileg a Tu–114-ből alakították volna ki, de a berepülés során felmerült problémák miatt a program csúszott. Ezért a Tupoljev Tervezőiroda úgy döntött, hogy a gyártásban lévő Tu–95 bombázók közül alakítanak át kettőt utasszállításra (egyet Nyikita Hruscsov főtitkár, egyet pedig Nyikolaj Bulganyin miniszterelnök számára). A Tu–116 így geometriai méreteiben, kialakításában megegyezik a Tu–95-tel, csupán a bombatér helyére két utasteret építettek be. A pilótafülke mögötti kisebb méretű utaskabin töltötte be a szalon funkcióját. A törzs hátsó részében egy nagyobb utaskabint alakítottak ki a személyzet részére.  A repülőgép kiengedhető utaslépcsővel volt felszerelve. A gépről eltávolították az önvédelmi fegyverzetet, megtartották viszont a Tu–95-ös RBP–4 felderítő rádiólokátorát. Belső rádióhálózat és belső csőposta működött a pilóták és a szalon között. Vízre történő kényszerleszállás esetére felfújható mentőcsónak és két mentőtutaj volt a fedélzeten. Az első átalakított géppel 1956 végén, a másodikkal 1957 elején folytak a berepülések. 1957 novemberében azonban a kormányzati feladatokra alkalmasabb Tu–114 berepülési programja is elkezdődött, így végül az elkészült két Tu–116-os repülőgépet nem használták eredeti céljára. A gépeket később átadták a légierőnek, és a Kijev melletti Uzin katonai repülőterén állomásoztak. Delegációk, katonai és polgári személyek szállítására használták őket az 1990-es évek elejéig. Az egyik gép napjainkban Uljanovszk repüléstörténeti múzeumában van kiállítva, a másik példány Uzin katonai repülőterén, részben szétszerelt állapotban található meg.

### Tu–126

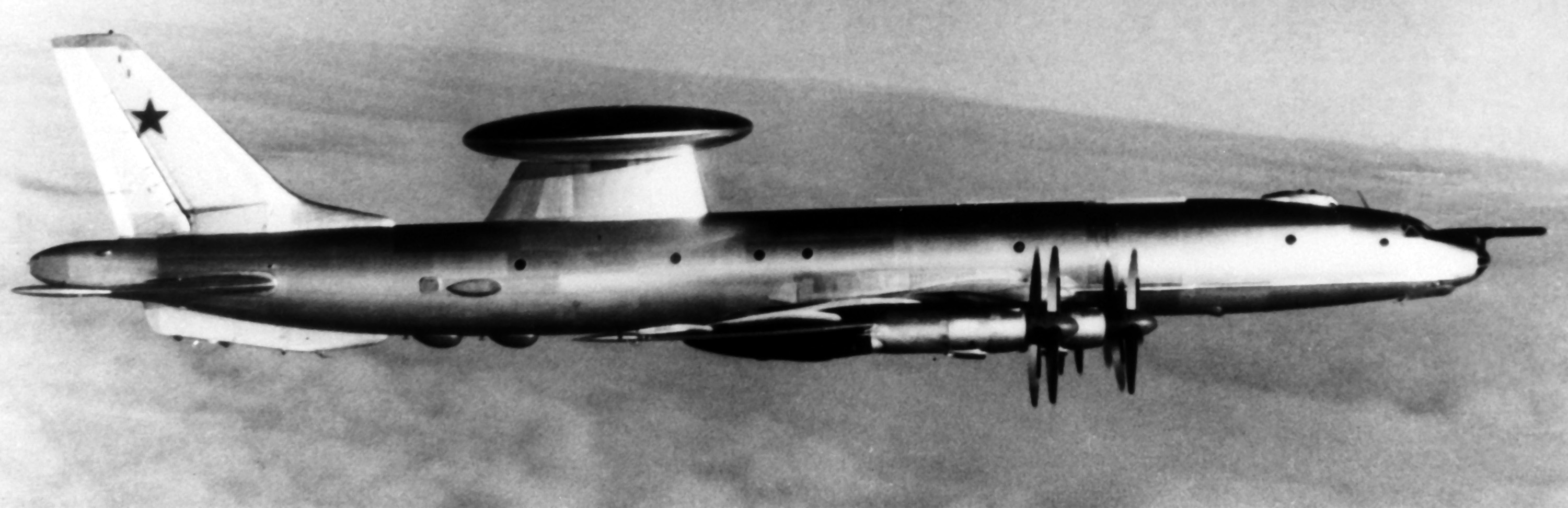
A Tu–126 korai előrejelző és légtérellenőrző repülőgép

A polgári forgalomból kivont gépek egy részét korai előrejelző és légtérellenőrző repülőgéppé alakították át, ezek a repülőgépek a Tu–126 (NATO-kódja: Moss) típusjelet kapták. Az utastérből eltávolították az üléseket, helyükre elektronikus berendezések kerültek. A távolfelderítő radarberendezést a repülőgép törzse felett, a hátsó harmadnál helyezték el egy pilonon forgó lencse alakú burkolatban. A repülőgépet légi utántöltésre is alkalmassá tették, a tankolócsövet az orr részen, a pilótafülke előtt helyezték el. A légcsavaros kialakítás nem volt optimális választás a légtérellenőrző feladatkörhöz, mert a repülőgép forgó légcsavarjai bizonyos irányokban zavarták a felderítő lokátort. A repülőgépet a Szovjet Légierő és a haditengerészeti légierő alkalmazta. Később az Il–76 alapjain kifejlesztett Berijev A–50 légtérellenőrző repülőgép váltotta fel.

### Tu–115
A Tu–114 teherszállító változatának terve, mely azonban nem valósult meg. A Tupoljev-tervezőiroda a Tu–114 fejlesztésével párhuzamosan dolgozott egy katonai teherszállító változat elkészítésén, mely a 115-ös gyári sorszámot kapta. Az utasszállító 6 m átmérőjű törzse helyett azonban csak 4,5–4,6 m átmérőjű törzset terveztek alkalmazni.  A tehertér ajtaját a törzs hátsó részén, alulra tervezték, mely rámpaként is szolgált volna. A törzsnek csak az elülső része, a pilótafülke és mögötte, a szállítandó teher kezelőszemélyzetének, vagy ejtőernyősöknek (összesen 38 fő) az elhelyezésére kialakítandó kabin lett volna túlnyomásos. A farokrészbe forgatható toronyba beépítve két AM–23 gépágyút terveztek önvédelmi fegyverzetként, melyekhez a kezelő kabinja fölé egy PRSZ–1 tűzvezető rádiólokátort helyeztek volna el. A gép 40 tonnányi teher szállítására lett volna alkalmas, így például négy ZiSZ–151, vagy öt GAZ–63 tehergépkocsit, de egy 152 mm-es tarackot az AT–SZ vontatóval együtt is szállíthatott volna. A fejlesztőmunka az 1950-es évek végéig folytatódott. A tervet később feladták, mert az időközben elkészült An–12, valamint az 1960-as évek elején már fejlesztés alatt álló An–22 gépek teherszállítási feladatokra jobban megfeleltek.

### További változatok
- Tu–114D – Növelt hatótávolságú változat, melyet a kubai járaton üzemeltettek. 1962-től néhány sorozatgyártású példányt építettek ilyen kialakításban. Csökkentették az utasülések számát, a csomagtér egy részébe pedig kiegészítő üzamanyag-tartályokat helyeztek el. A gép maximális felszálló tömege 182 tonnára nőtt.
- Tu–114T – A Tu–114 teherszállító változata, utasülések nélkül, megerősített padlózattal. A terv nem valósult meg.
- Tu–114TSZ – A Tu–114 kórház-repülőgép változatának terve, nem valósult meg.

## Műszaki adatok (Tu–114)

### Általános adatok
- Utasférőhely: 120–170 fő
- Személyzet: 5 fő

### Geometriai méretek és tömegadatok
- Fesztávolság: 51,1 m
- Hossz: 54,1 m
- Magasság: 15,44 m
- Szárnyfelület: 311,1 m²
- Üres tömeg: 93 500 kg
- Normál felszálló tömeg: 131 000 kg
- Maximális felszálló tömeg: 179 000 kg
- Maximális hasznos terhelés: 30 000 kg

### Hajtóművek
- Hajtóművek száma: 4 darab
- Típusa: Kuznyecov NK–12MV légcsavaros gázturbina
- Maximális teljesítmény: 11 000 kW (14 800 LE)

### Repülési adatok
- Legnagyobb sebesség: 894 km/h
- Utazósebesség: 750 km/h
- Szárny felületi terhelése: 421 kg/m²
- Hatótávolság: 7000 km
- Szolgálati csúcsmagasság: 12 000 m

## Külső hivatkozások
- A Tupoljev tervezőiroda honlapja Archiválva 2007. február 10-i dátummal a Wayback Machine-ben
- A szamarai Aviakor repülőgépgyár honlapja Archiválva 2011. szeptember 4-i dátummal a Wayback Machine-ben
- A Kuznyecov NK–12 légcsavaros gázturbinát gyártó szamarai Motorosztroityel gépgyár honlapja
- A Tu–114 légcsavarjait gyártó Aeroszila honlapja